# Rake, Kostel
Rake este o localitate din comuna Kostel, Slovenia.